# Vùng cao Baltic

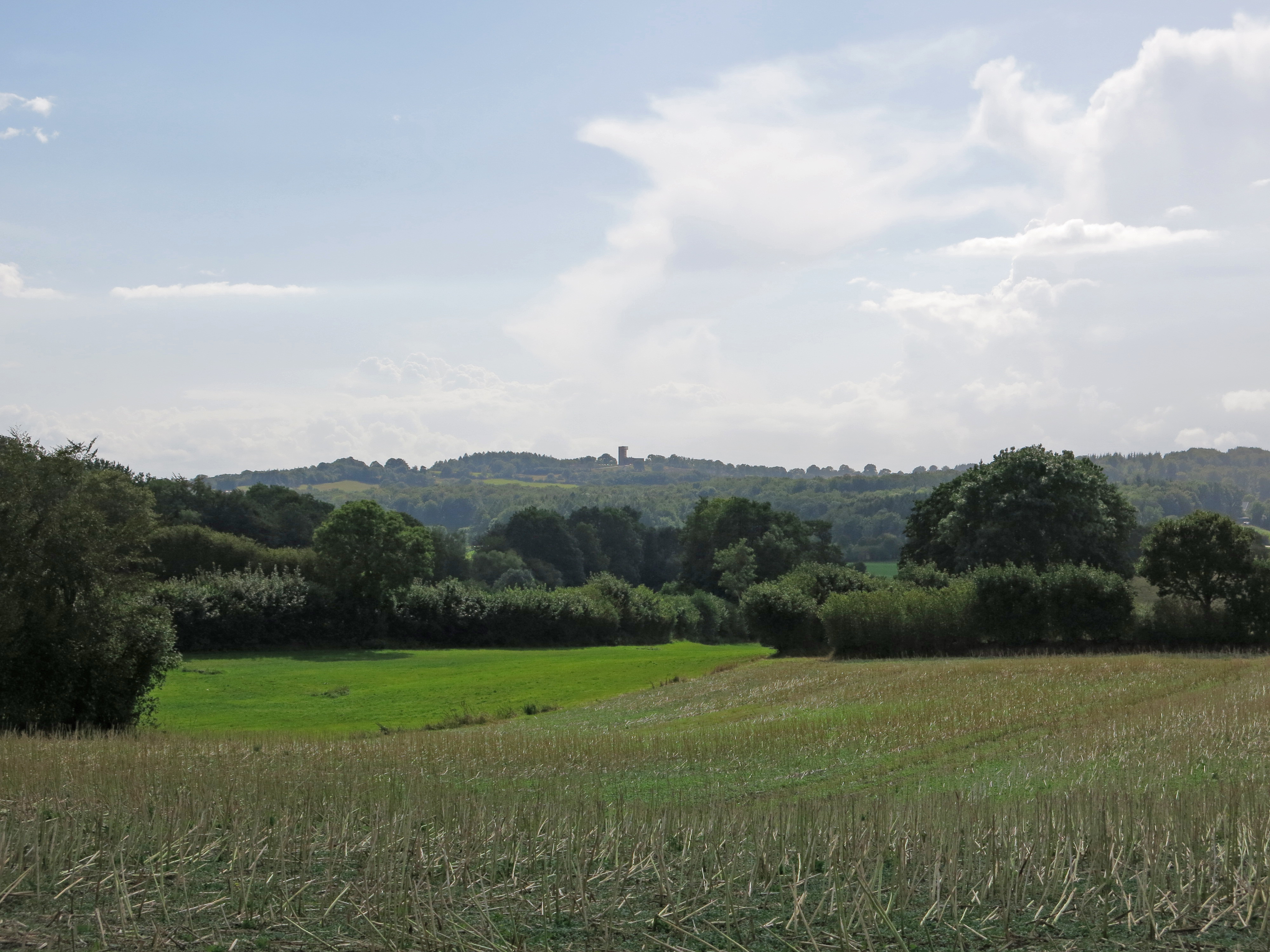
Aschberg ở đồi Hütten, một phần của vùng cao Baltic

Vùng cao Baltic  (tiếng Đức: Baltischer Landrücken hay Nördlicher Landrücken) là một chuỗi những ngọn đồi băng tích dài khoảng 200 kilômét (120 mi) chiều rộng giáp biên giới phía nam biển Baltic từ Jutland đến Estonia.

## Địa lý
Vùng cao, đạt tới độ cao 329 m trên mực nước biển (NN) tại Wieżyca (tiếng Đức: Turmberg), tạo nên phần phía tây của đồng bằng Đông Âu. Ở phía bắc, chúng đi xuống Vịnh Phần Lan. Hướng về phía đông, chúng hợp nhất vào Sườn núi Bêlarut; về phía đông nam chúng hạ dần xuống vùng trũng của người Ba Lan. Ở phía nam, địa hình rơi vào lưu vực của sông Vistula rộng lớn. Ở phía tây, vùng cao được bao bọc bởi đồng bằng Bắc Đức và ở phía tây bắc, địa hình hạ xuống phía tây từ vùng cao Schleswig-Holstein xuống biển Bắc.
Vùng cao Baltic bao gồm lưu vực của các con sông như Oder, Vistula, Memel và Düna. Dãy đồi thành phần của chúng, từ tây sang đông, Angeln, Schwansen, Hutten Hills, Wahld Đan Mạch, Holstein Thụy Sĩ, Mecklenburg Thụy Sĩ, Hồ Cao nguyên Pomeranian (với Wieżyca), các khu vực hồ Masurian (với Wzgórza Szeskie (tiếng Đức: Seesker Höhe) và Núi Litva Hạ.

## Kinh tế, du lịch và cảnh quan
Với Phong cảnh băng tích thấp, lăn, mặt đất là màu mỡ và có thể hỗ trợ nông nghiệp với năng suất cao. Chuỗi hồ và những rặng núi băng tích là những khu vực nghỉ mát phổ biến. Các khu vực nghèo hơn, cát, phần lớn được bao phủ bởi rừng thông (ví dụ Schorfheide, Tucheler Heide, Rominter Heide).